# Griffinia
Griffinia é um género botânico pertencente à família amaryllidaceae.

## Espécies
| - Griffinia blumenavia - Griffinia hyacinthina |